# صاقورية
الصاقورية (الاسم العلمي: Calvatia) هي جنس من الفطريات يتبع الفصيلة الغاريقونية من رتبة الغاريقونيات.

## أنواع الصاقورية
- صاقورية أحمدية
- صاقورية أرجوانية
- صاقورية بدائية
- صاقورية بنفسجية
- صاقورية بونينية
- صاقورية بيضاء
- صاقورية ثنائية اللون
- صاقورية ثؤلولية
- صاقورية دخانية
- صاقورية رأس الرجاء
- صاقورية زنبقية
- صاقورية زنبقية مزيفة
- صاقورية زيتونية
- صاقورية سبخية
- صاقورية سفعاء
- صاقورية سميكة الجلد
- صاقورية شاحبة
- صاقورية شمالية
- صاقورية شوكاء
- صاقورية صفراء
- صاقورية صليبية الشكل
- صاقورية طباشيرية
- صاقورية عملاقة
- صاقورية غاريقونية
- صاقورية غبساء
- صاقورية غربية
- صاقورية غردنرية
- صاقورية فضية
- صاقورية قزمية
- صاقورية قطبية شمالية
- صاقورية كبيرة
- صاقورية متجعدة
- صاقورية متكيسة
- صاقورية متناقضة
- صاقورية مجرية
- صاقورية مدارية
- صاقورية مستطيلة الأبواغ
- صاقورية منخفضة
- صاقورية نبيذية
- صاقورية هشة
- صاقورية وردية
- صاقورية ياباني